# مغدوشة
مغدوشة هي إحدى قرى محافظة الجنوب في لبنان. تقع على بعد 50 كم جنوب بيروت و 8 كم جنوب شرق صيدا. تقع القرية على بعد 3 كيلومترات من البحر الأبيض المتوسط، وتحتل تلًا يتراوح ارتفاعه بين 200 و 229 مترًا فوق مستوى سطح البحر.
يبلغ عدد سكان مغدوشة 8000 نسمة، غالبيتهم من الروم الملكيين الكاثوليك والقليل من الكاثوليك الموارنة. يتضاعف عدد سكان البلدة عند عودة المغتربين لقضاء إجازاتهم الصيفية.
تنشط في مغدوشة الزراعة على أنواعها بخاصة الزيتون والعنب والحمضيات
في مغدوشة تمثال شهير للسيدة العذراء كما يوجد مغارة عجائبيّة كانت السيدة العذراء تنتظر فيها المسيح عندما كان يبشّر في أنحاء صيدا. ويجري حاليا بناء كاتدرائية كبيرة على اسم سيّدة المنطرة في بلدة مغدوشة مبنيّة على الطراز البيزنطي

## أعلام
- ميشيل حكيم
- جان عادل إيليا